# Ruée vers l'or du centre d'Otago
La  ruée vers l'or du centre d'Otago  (souvent appelée la  ruée vers l'or d'Otago) est une ruée vers l'or qui s'est produite en 1860, dans le centre d'Otago, en Nouvelle-Zélande. Ce fut la plus grande découverte d'or du pays qui a conduit à un afflux rapide de mineurs dans la région. Beaucoup étaient des vétérans en provenance des sites aurifères  californiens et  australiens.

## Contexte
La ruée a commencé à Gabriel's Gully, une localité située dans la région d'Otago, dans l’île du Sud en Nouvelle-Zélande,  localisée à trois kilomètres de la ville de Lawrence et près de la rivière Tuapeka.  Elle s'est propagée dans une grande partie du centre de l'Otago, entraînant une expansion rapide dans la nouvelle colonie de Dunedin. Elle est devenue rapidement la plus grande ville de Nouvelle-Zélande. 

### Découvertes d'or précédentes en Nouvelle-Zélande
Près de Nelson en 1842, un gisement avait été trouvé avec de petites quantités d'or dans la péninsule de Coromandel. À Auckland, 500 £ étaient offerts, par les entreprises financières, à celui qui ramenait de l'or. En septembre 1852, Charles Ring, marchand de bois, découvre des sites dans la péninsule de Coromandel. Une ruée, qui n'a duré que trois mois, s'est ensuivi autour des cantons de Coromandel, de Cape Colville et de Mercury Bay. L'exploitation de l'or sur ces sites ne rapporta que 1 500 £. 
En 1856, la découverte d'un gisement dans la vallée de l' Aorere près de Collingwood  s'est avérée plus fructueuse, avec 1 500 mineurs y convergeant, et sur dix ans ils prélevèrent une quantité d'or qui fut négociée à 150 000 £ .

### Découvertes d'or précédentes à Otago
L'existence de l'or dans le centre de l'Otago était connue par les Maoris depuis longtemps mais ils n'en avaient aucun usage. Pour les maoris, le jade est un matériau précieux, c'est un élément  essentiel de leur culture, il est utilisé pour la fabrication des bijoux, des armes et des outils. 
La première découverte de l'or par les occidentaux fut à Goodwood, près de Palmerston le octobre 1851. D'autres découvertes en 1858 autour de la rivière Mataura en 1856, et dans la chaîne Dunstan qui vit la ville de Clyde grossir avec l'arrivée des premiers colons venant de secteur de Dunstan (en) durant cette ruée de 1860. La ville put se prétendre la ville la plus populeuse en Nouvelle-Zélande durant le pic de la fièvre de l’or. Au début de 1861, près du col de Lindis, la découverte de gisements a suscité quelques intérêts.

### Ravin de Gabriel

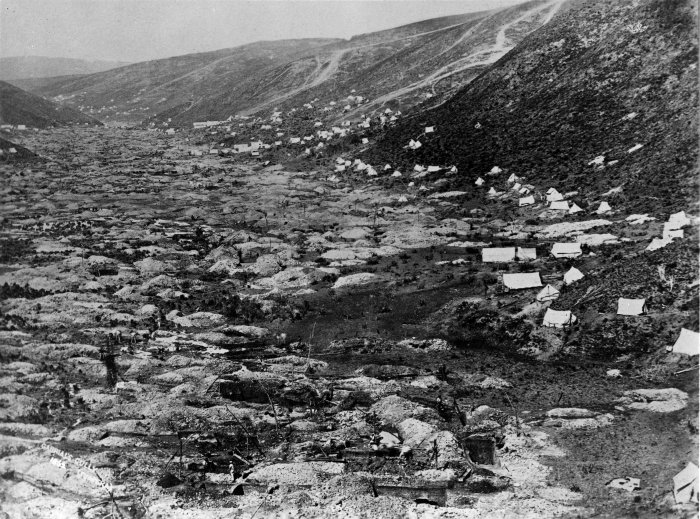
Ravin Gabriels Gully à l'apogée de la ruée vers l'or en 1862.

La découverte de l’or à Gabriel's Gully par Gabriel Read (en) en mai 1861 conduit à la ruée vers l’or de Central Otago. Ce prospecteur australien qui avait prospecté dans les mines d'or en Californie et dans l'État fédéré australien de Victoria situé dans le sud-est, trouva de l'or dans le lit d'un ruisseau à Gabriel's Gully non loin des rives de la rivière Tuapeka le 20 mai 1861. 

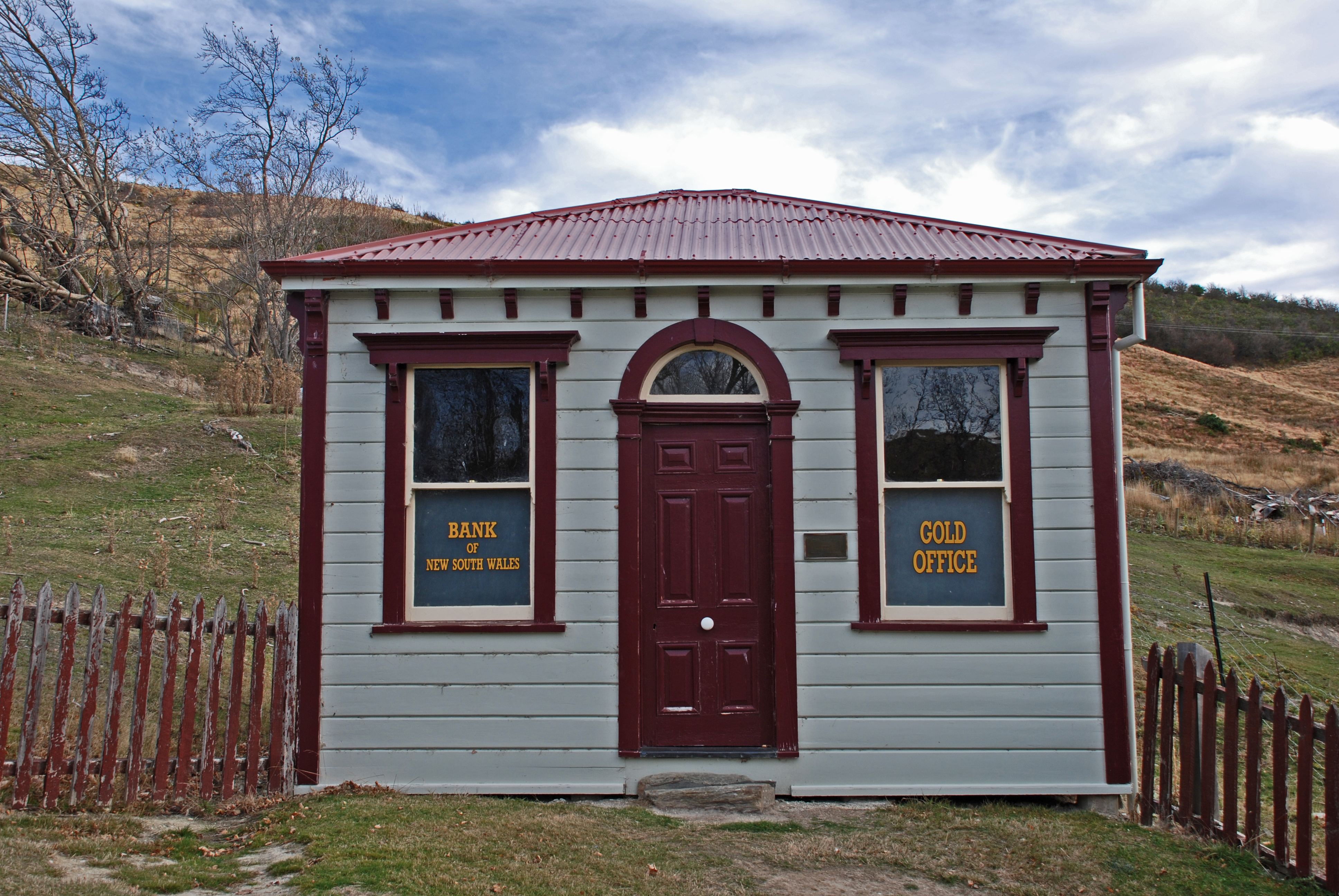
Bureau de l'or de la Bank of New South Wales, St. Bathans, Central Otago

La découverte de Read eut un énorme retentissement dans l'opinion publique, notamment par une lettre publiée dans l' Otago Witness le 8 juin 1861. Un reportage documentant une tournée de prospection de dix jours y était rapporté. John Hardy du Conseil provincial d'Otago déclara que « Lui et Read avaient prospecté le pays environ 31 miles de long sur cinq de large, et dans chaque trou qu'ils avaient creusé, ils avaient trouvé le métal précieux ».

## Conséquences

### Ruées vers l'or ultérieures
La rivière Wakamarina à Marlborough s'est avérée contenir de l'or en 1862 et 6 000 mineurs ont afflué dans le district. 
Article détaillé : Ruée vers l'or en Nouvelle-Zélande.
Dans la seconde moitié du XIXe siècle, la première exploitation aurifère du Southland a eu lieu en 1860 sur les rives de la rivière Mataura et de ses affluents (et plus tard, elle a aidé des colonies telles que Waikaia et Nokomai à prospérer). Cependant, la première « ruée vers l'or » n'a eu lieu qu'au milieu des années 1860, lorsque de l'or fin a été découvert dans le sable noir de la plage d'Orepuki. Les mineurs ont suivi les ruisseaux jusqu'aux contreforts des Longwoods jusqu'à l'endroit où se trouvait l'or le plus riche. Cette activité a conduit à la fondation de colonies minières telles que Orepuki et Round Hill (les mineurs chinois et les propriétaires de magasins dirigeaient essentiellement leur propre ville connue familièrement par les Européens sous le nom de « Canton »).

## Extraction commerciale

### XIXesiècle

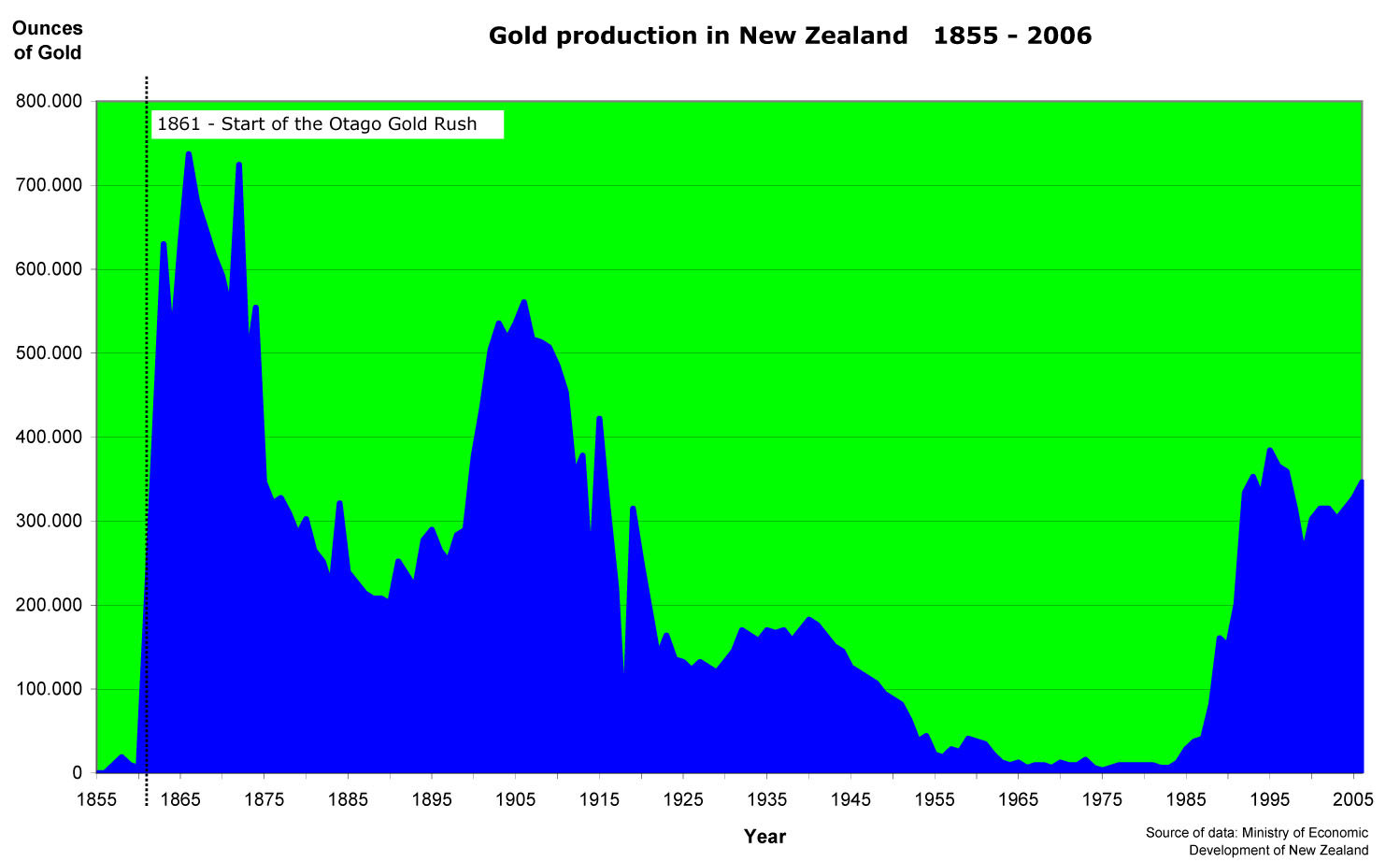
Alors que la production d'or est restée (relativement) élevée après la ruée vers l'or, les bénéfices ont rapidement été réalisés par des entreprises plutôt que par des mineurs individuels.

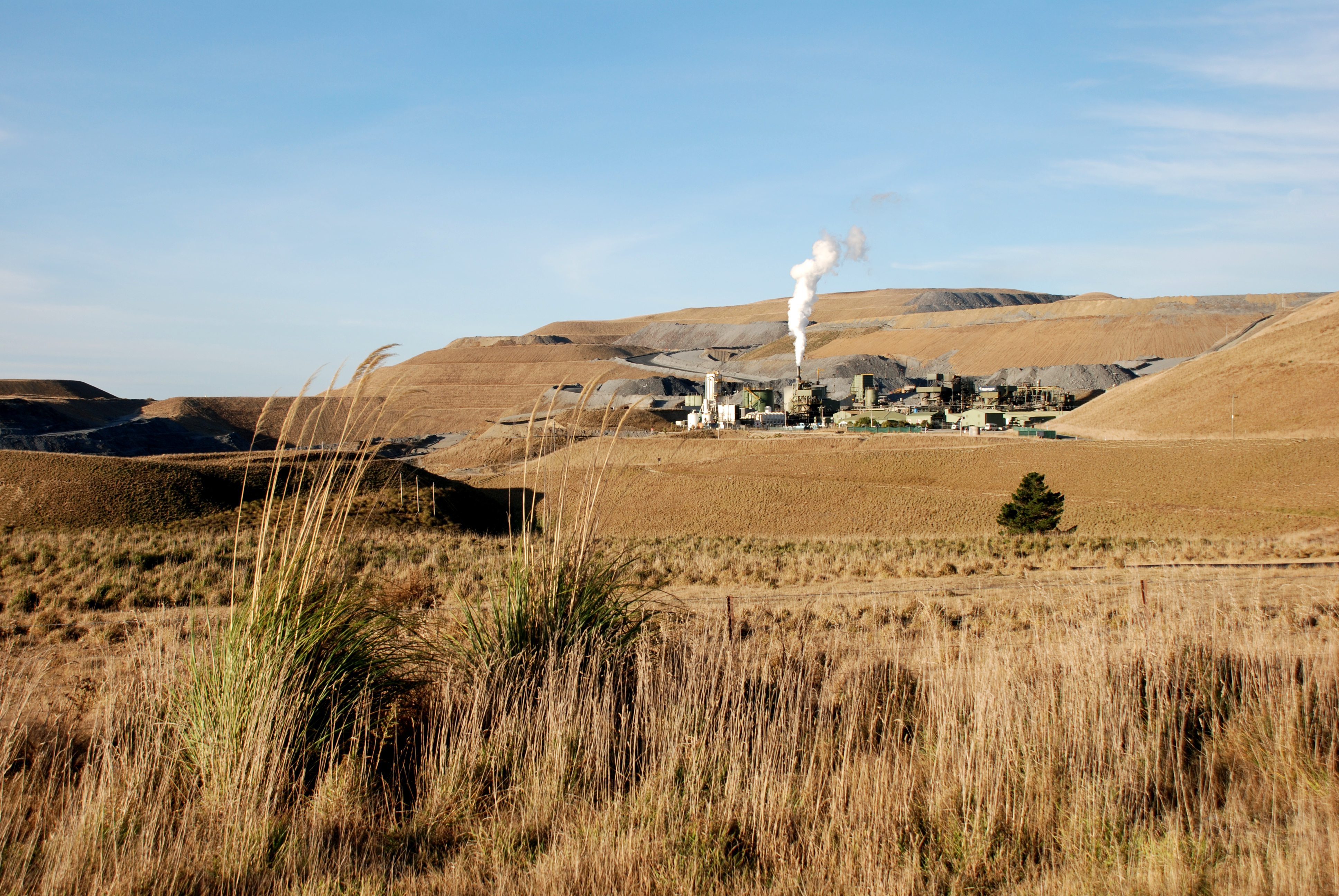
Mine d'or et moulin Macraes, 2007.

L'attention s'est tournée vers les lits de gravier de la rivière Clutha, avec un certain nombre de tentatives pour développer une drague d'or mécanique à vapeur. Celles-ci ont finalement rencontré le succès en 1881 lorsque la Dunedin est devenue la première drague aurifère à succès commercial au monde. Le Dunedin a continué ses opérations jusqu'en 1901, récupérant un total de 17 000 onces (530 kg) d'or.

### XXesiècle
L'exploitation minière a eu un impact environnemental considérable. En 1920, la Commission des rivières estimait que 300 millions de mètres cubes de matériaux avaient été déplacés par l'activité minière dans le bassin versant de la rivière Clutha. À cette époque, environ 40 millions de mètres cubes avaient été emportés dans la mer et 60 millions supplémentaires dans le fleuve. (Le reste était encore sur les berges). Cela avait entraîné une aggradation mesurée du fond de la rivière jusqu'à 5 métres .

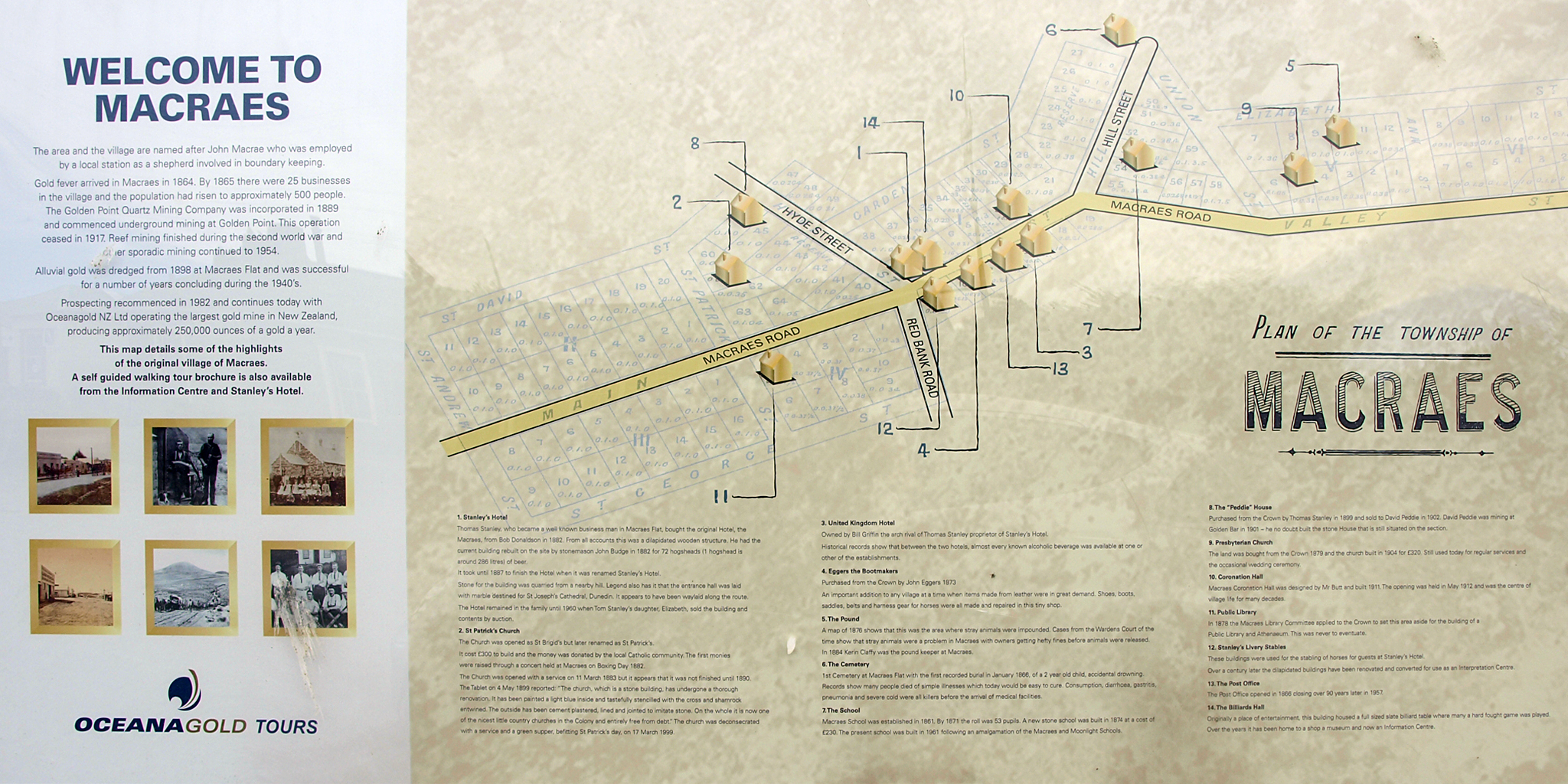
Plan de la commune de Macraes

L'or est toujours extrait par OceanaGold Corporation (OceanaGold), qui est une société d'exploitation aurifère multinationale de niveau intermédiaire possédant une vaste expérience mondiale en matière d'exploitation, de développement et d'exploration, à Otago sur le site de la Mine de Macraes. L'exploitation du site a débuté en 1990 à Palmerston à ciel ouvert de roche dure, elle traite plus de 5 000 000 tonnes de minerai par an. De 1990 à 2014, la production d'or a totalisé environ 4 000 000 onces.

### Ruée vers l'or d'Otago dans la culture populaire
De nombreuses chansons folkloriques, à la fois contemporaines et plus récentes, ont été écrites sur la ruée vers l'or. Parmi les chansons contemporaines, Bright Fine Gold, avec son refrain de Wangapeka, Tuapeka, bright fine gold (parfois rendu « One-a-pecker, two-a-pecker ») est peut-être la plus connue. 
La plus connue des chansons les plus récentes est la chanson Tuapeka Gold de Phil Garland

Martin Curtis a écrit une chanson de style folk sur la ruée vers l'or intitulée Gin and Raspberry. Les paroles sont écrites avec la voix d'un chercheur d'or malheureux qui envie le succès de la plus grande mine d'or de la vallée de Cardrona à l'époque, le Gin and Raspberry (soi-disant ainsi nommé parce que le propriétaire crierait « Gin and framboise à toutes les mains! » chaque fois qu'un seau de matériaux extraits rapportait une once d'or. Le chanteur se lamente, « une once dans le seau et nous vendrions tous nos âmes/Pour un avant-goût du gin et de la framboise.» La chanson a eu plusieurs enregistrements, notamment par Gordon Bok,.
La chanson de Paul Metsers Farewell to the Gold est vaguement basée sur une inondation en juillet 1863, qui a tué 13 mineurs sur la rivière Shotover. La chanson a été enregistrée par beaucoup, y compris Nic Jones, The Black Family, James Keelaghan et Nancy Kerr et James Fagan .
En 1976, la série dramatique télévisée pour enfants de Nouvelle-Zélande Hunter's Gold se déroule pendant la ruée vers l'or de Central Otago. 

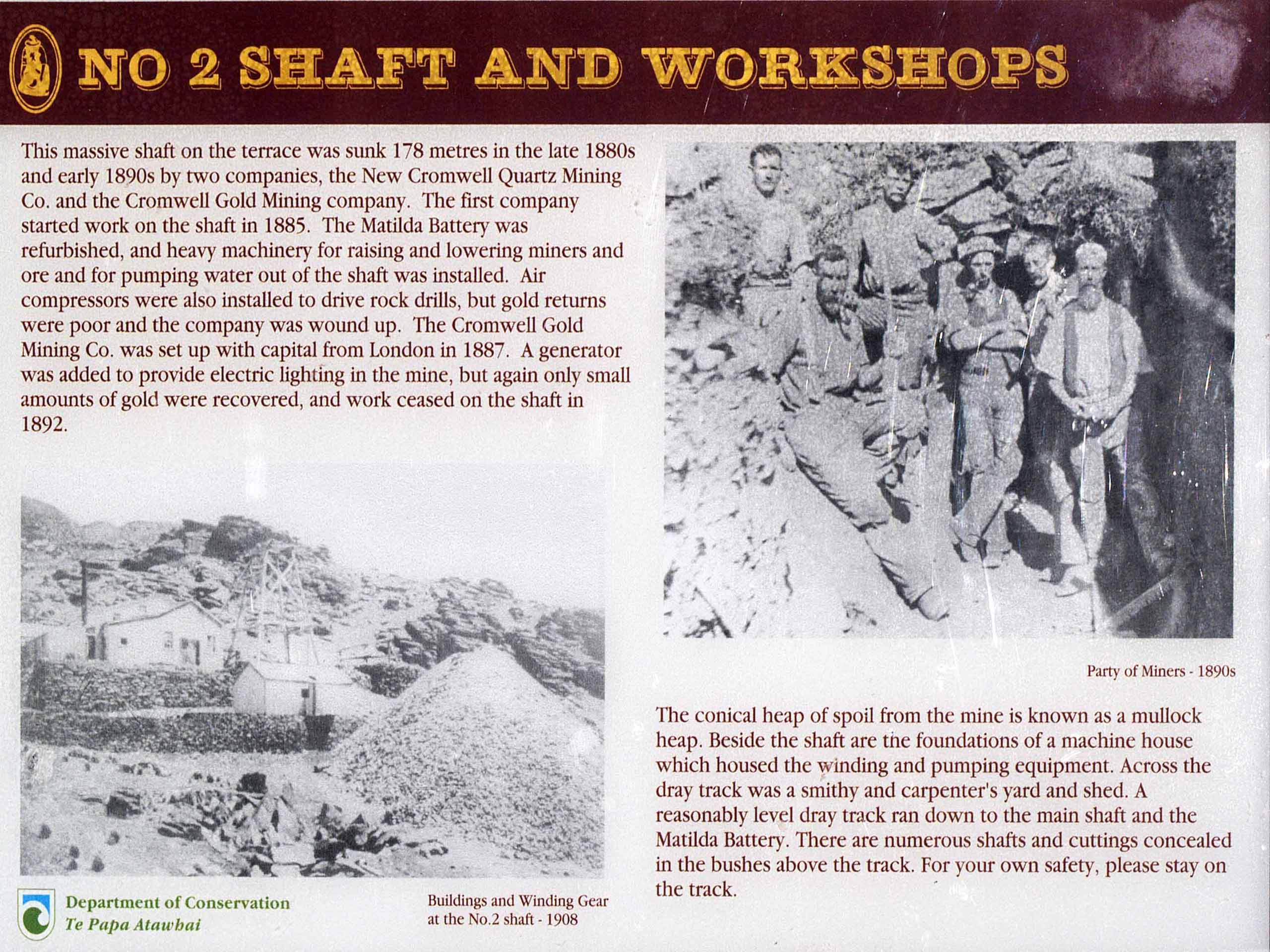
Cromwell mines de Quartz et d'or

Chaque année, La Otago Goldfields Cavalcade retrace depuis 1991 les itinéraires des chariots à travers le pays jusqu'aux gisements d'or de Dunstan, dans les environs de Cromwell. L'itinéraire d'origine, qui a établi le service d'autocar de Cobb & Co., a quitté l'hôtel Provincial de Dunedin le 22 novembre 1862. Les itinéraires de la Cavalcade varient chaque année à la fin février afin de se terminer dans une ville hôte différente. En 2008, des plans ont été élaborés pour un sentier du patrimoine comprenant Arrowtown, Kawarau Gorge, Lawrence et le Dunedin Chinese Garden (en),.

## Remarques
La rivière Wangapeka, dans le nord-ouest de l'île du Sud, a été le site d'une autre ruée vers l'or plus petite.